# Championnat des îles Féroé de football 2008
Navigation
Saison précédente Saison suivante
La saison 2008 de Formuladeildin est la soixante-sixième édition de la première division féroïenne.
Lors de cette saison, le NSÍ Runavík a tenté de conserver son titre de champion face aux neuf meilleurs clubs féroïens lors d'une série de matchs se déroulant sur toute l'année.
Les dix clubs participants au championnat ont été confrontés à trois reprises aux neuf autres.
La Coupe Intertoto ayant vu sa dernière édition en 2008, seules trois places étaient qualificatives pour les compétitions européennes, la quatrième place étant celles du vainqueur de la Løgmanssteypið 2008.
C'est l'EB/Streymur qui a été sacré champion des îles Féroé pour la première fois de son histoire.

## Qualifications en coupe d'Europe
À l'issue de la saison, le champion s'est qualifié pour le 1er tour de qualification des champions de la Ligue des champions 2009-2010.
L'EB/Streymur étant le vainqueur de la Løgmanssteypið, le second a récupéré la première des trois places en Ligue Europa 2009-2010. Les deux autres places sont revenues au troisième et au quatrième du championnat, le finaliste de la Løgmanssteypið étant le B36 Tórshavn. Il est à noter que ces dernières places ne qualifiaient que pour le premier tour de qualification, et non pour le deuxième comme la précédente.

## Les 10 clubs participants

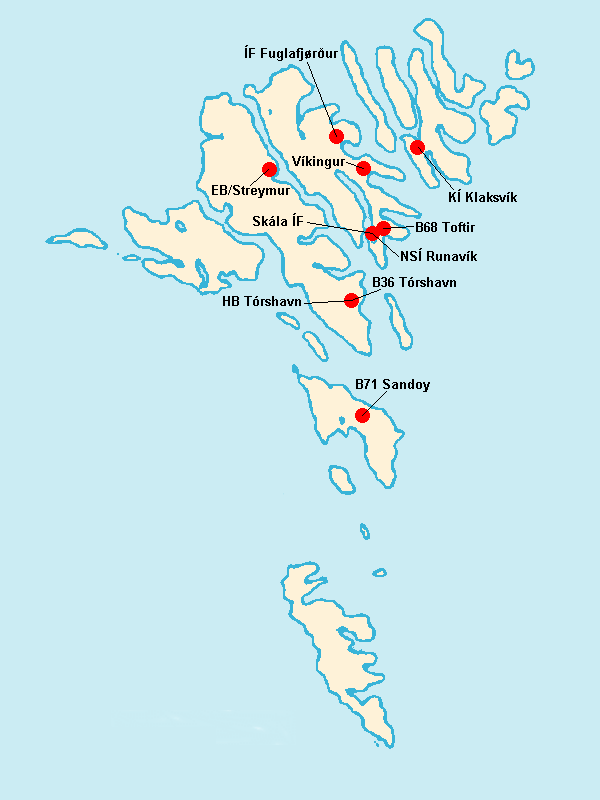
Localisation des clubs engagés dans le championnat.

| Club            | Stade        | Capacité | Ville        |
| --------------- | ------------ | -------- | ------------ |
| B71 Sandoy      | Sandur       | 2000     | Sandoy       |
| Skála ÍF        | Skala        | 2000     | Runavík      |
| B36 Tórshavn    | Gundadalur   | 5000     | Tórshavn     |
| B68 Toftir      | Svangaskard  | 6000     | Toftir       |
| EB/Streymur     | Streymnes    | 1000     | Eiði         |
| HB Tórshavn     | Gundadalur   | 5000     | Tórshavn     |
| ÍF Fuglafjørður | Fuglafjørður | 3000     | Fuglafjørður |
| KÍ Klaksvík     | A Dgupumirum | 4000     | Klaksvík     |
| NSÍ Runavík     | Runavík      | 2000     | Runavík      |
| Víkingur Gøta   | Sarpisgerdi  | 3000     | Leirvík      |

## Compétition

### Classement
Le classement est établi sur le barème de points classique (victoire à 3 points, match nul à 1, défaite à 0).
Pour départager les égalités, on tient d'abord compte de la différence de buts générale, puis du nombre de buts marqués, puis des confrontations directes et enfin si la qualification ou la relégation est en jeu, les deux équipes jouent une rencontre d'appui sur terrain neutre.
| Rang | Équipe              | Pts | J  | G  | N | P  | Bp | Bc | Diff |
| ---- | ------------------- | --- | -- | -- | - | -- | -- | -- | ---- |
| 1    | EB/Streymur (C)     | 55  | 27 | 17 | 4 | 6  | 54 | 33 | +21  |
| 2    | HB Tórshavn         | 49  | 27 | 14 | 7 | 6  | 57 | 22 | +35  |
| 3    | B36 Tórshavn        | 48  | 27 | 14 | 6 | 7  | 34 | 25 | +9   |
| 4    | NSÍ Runavík (T)     | 47  | 27 | 14 | 5 | 8  | 41 | 33 | +8   |
| 5    | Víkingur Gøta       | 42  | 27 | 12 | 6 | 9  | 43 | 33 | +10  |
| 6    | B68 Toftir (P)      | 36  | 27 | 11 | 3 | 13 | 24 | 38 | -14  |
| 7    | ÍF Fuglafjørður (P) | 31  | 27 | 9  | 4 | 14 | 32 | 46 | -14  |
| 8    | KÍ Klaksvík         | 28  | 27 | 7  | 7 | 13 | 31 | 39 | -8   |
| 9    | B71 Sandoy          | 23  | 27 | 6  | 5 | 16 | 26 | 47 | -21  |
| 10   | Skála ÍF            | 19  | 27 | 4  | 7 | 16 | 22 | 48 | -26  |

| Légende : Qualifications et relégations | Légende : Qualifications et relégations                                             |
| --------------------------------------- | ----------------------------------------------------------------------------------- |
|                                         | Ligue des champions de l'UEFA 2009-2010 (1er tour de qualification des champions)   |
|                                         | Ligue Europa 2009-2010 (2e tour de qualification)                                   |
|                                         | Ligue Europa 2009-2010 (1er tour de qualification)                                  |
|                                         | Relégation en 1.Deidl                                                               |
|                                         | (T) : Tenant du titre 2007 (P) : Promu en 2007 (C) : Vainqueur de la Løgmanssteypið |

### Matchs
| Résultats (▼dom., ►ext.)                                   | BTó | Tof | San | Str | HTó | Fug | Kla | Run | Ská | Vík | BTó | Tof | San | Str | HTó | Fug | Kla | Run | Ská | Vík |
| B36 Tórshavn                                               |     | 2-1 | 1-0 | 1-1 | 2-0 | 4-0 | 1-0 | 1-1 | 0-0 | 2-1 |     |     | 1-0 | 2-1 |     | 1-1 |     |     | 2-1 | 3-0 |
| B68 Toftir                                                 | 0-1 |     | 0-3 | 0-3 | 0-0 | 0-1 | 1-1 | 0-2 | 0-2 | 1-0 | 1-0 |     |     |     | 2-1 |     | 1-0 | 0-1 |     |     |
| B71 Sandoy                                                 | 0-1 | 0-1 |     | 2-2 | 2-2 | 2-1 | 2-0 | 0-2 | 3-1 | 0-5 |     | 2-2 |     | 1-2 |     |     |     |     | 1-0 | 0-1 |
| EB/Streymur                                                | 4-5 | 3-1 | 2-1 |     | 2-1 | 3-2 | 4-0 | 2-0 | 3-0 | 3-1 |     | 2-1 |     |     | 0-0 | 0-1 | 4-2 |     |     | 2-1 |
| HB Tórshavn                                                | 0-0 | 5-0 | 3-0 | 2-0 |     | 3-2 | 0-1 | 3-0 | 8-1 | 1-1 | 3-0 |     | 6-0 |     |     | 2-0 |     | 3-1 | 6-1 |     |
| ÍF Fuglafjørður                                            | 1-0 | 1-3 | 3-1 | 2-0 | 1-0 |     | 2-2 | 0-3 | 1-0 | 1-3 |     | 1-3 | 0-0 |     |     |     | 1-0 |     | 1-1 |     |
| KÍ Klaksvík                                                | 2-1 | 0-1 | 2-1 | 2-3 | 1-2 | 4-2 |     | 1-1 | 0-0 | 1-2 | 2-0 |     | 2-1 |     | 0-0 |     |     | 0-1 |     |     |
| NSÍ Runavík                                                | 3-1 | 2-0 | 2-1 | 0-2 | 1-0 | 3-2 | 2-4 |     | 2-2 | 1-3 | 1-0 |     | 3-0 | 2-2 |     | 3-2 |     |     | 2-0 |     |
| Skála ÍF                                                   | 0-0 | 0-1 | 0-1 | 0-1 | 1-2 | 3-2 | 2-1 | 1-1 |     | 1-1 |     | 1-2 |     | 1-3 |     |     | 1-0 |     |     | 1-2 |
| Víkingur Gøta                                              | 1-2 | 4-1 | 2-2 | 2-0 | 0-0 | 0-1 | 3-3 | 1-0 | 2-1 |     |     | 0-1 |     |     | 3-4 | 2-0 | 0-0 | 2-1 |     |     |
| - Victoire à domicile - Match nul - Victoire à l'extérieur |     |     |     |     |     |     |     |     |     |     |     |     |     |     |     |     |     |     |     |     |

## Bilan de la saison
| Tableau d'honneur    |             |
| Compétition          | Vainqueur   |
| Formuladeildin       | EB/Streymur |
| Coupe des îles Féroé | EB/Streymur |

| Qualifications européennes 2009-2010    |                          |
| Ligue des champions                     | Qualifiés                |
| 1er tour de qualification des champions | EB/Streymur              |
| Ligue Europa                            | Qualifiés                |
| 2e tour de qualification                | HB Tórshavn              |
| 1er tour de qualification               | B36 Tórshavn NSÍ Runavík |

| Promotions et relégations |                     |
| Relégués en 1. Deild      | B71 Sandoy Skála ÍF |
| Promus de 1. Deild        | 07 Vestur AB Argir  |

## Statistiques

### Meilleurs buteurs
| # | Buteurs                  | Clubs           | Nb de buts |
| - | ------------------------ | --------------- | ---------- |
| 1 | Arnbjørn T. Hansen       | EB/Streymur     | 20         |
| 2 | Andrew av Fløtum         | HB Tórshavn     | 15         |
| 3 | Hans Pauli Samuelsen     | EB/Streymur     | 12         |
| 4 | Rodrigo Silva            | KÍ Klaksvík     | 10         |
| 5 | Bartal Eliasen           | ÍF Fuglafjørður | 9          |
| 5 | Andreas Lava Olsen       | Víkingur Gøta   | 9          |
| 7 | Øssur Dalbúð             | NSÍ Runavík     | 8          |
| 8 | Jákup á Borg             | HB Tórshavn     | 7          |
| 8 | Christian Høgni Jacobsen | HB Tórshavn     | 7          |
| 8 | Clayton Soares           | B71 Sandoy      | 7          |